# Bar (forma musical)
La forma bar (en alemán: Barform o der Bar) es una forma musical que estructura una composición en tres partes siguiendo el patrón AAB. Este término de origen alemán se asocia con las canciones de los Meistersänger entre el siglo XV y el XVIII. No obstante, la estructura AAB constituye una de las formas musicales más comunes y su uso se puede documentar desde la época de la oda clásica griega con su estrofa, antístrofa y épodo. En la Alta Edad Media se puede encontrar en los repertorios del canto gregoriano y más tarde en numerosos himnos, en las chansons de los trovadores y las cansós de los troveros.

## Uso original
La expresión bar proviene de la rigurosa terminología de los gremios de Meistersänger del siglo XV al siglo XVIII que se empleaba para describir tanto sus canciones como las de sus predecesores, los Minnesänger entre el siglo XII y el XIV. En su producción, un bar no hace referencia a una sola estrofa (a la que ellos llamaban Liet o Gesätz), sino que es toda la canción. Lo más probable es que la palabra bar sea una abreviatura de Barat, que describe una estocada hábil en esgrima. Se usa para describir una canción especialmente artística, como las que componían estos gremios de compositores.
En un bar escrito por Meistersänger el esquema AAB caracteriza cada estrofa, que se divide en dos estrofas o Stollen (A), que conjuntamente se denominan Aufgesang, seguidas por un Abgesang (B). Por lo tanto, la forma musical contiene dos repeticiones de una melodía (Stollen) seguidas de una melodía diferente (Abgesang). Una de estas canciones (Ton en la terminología de los maestros cantores) de Hans Folz (c. 1437-1513) ilustra esta explicación.

Ilustración musical de las partes de la forma bar con una melodía del de Hans Folz.

La sección B no tiene necesariamente la misma longitud que cada sección A. La sección B también puede incorporar partes de la frase de la sección A: en el ejemplo anterior, las últimas 14 notas de la sección B coinciden con las últimas 14 notas de cada sección A (ver también Rundkanzone). En este ejemplo, las 17 notas que no se repiten a partir de la sección B fueron llamadas Steg por los maestros cantores, que literalmente significa "puente". Precisamente de ahí viene la expresión utilizada para describir una sección de contraste en música popular.

## Uso moderno
El compositor Richard Wagner, en el tercer acto de su ópera Los maestros cantores de Núremberg, utilizó la palabra bar de forma incorrecta al hacer referencia a una estrofa de la "Canción del premio". Esto se debió a su interpretación errónea de Wagenseil.
Además Spitta, el famoso biógrafo de Johann Sebastian Bach, en su monumental biografía de 1873-1880, hizo hincapié en el papel de los corales luteranos, casi todos los cuales están escritos siguiendo la forma AAB, en lo que él consideraba las cantatas más maduras de Bach.
El compositor Johannes Brahms puso de relieve que la estructura de AAB del coral «Jesu meine Freude, BWV 227» generaba estructuras formales mayores en el motete del mismo título escrito por Bach. La posterior popularidad y estudio de la utilización del patrón AAB en las obras de Bach y de Wagner dieron lugar a una amplia adopción de la forma bar para describir cualquier canción o forma musical mayor que se pudiese racionalizar a una pieza de tres partes con la primera parte repetida.
El esquema AAB se puede encontrar en piezas tan diversas como los corales luteranos, el himno «The Star-Spangled Banner» o las canciones de Schubert, Schumann, Brahms y en el siglo XX Bartok. Asimismo, la mayoría de los blues siguen el patrón AAB.